# Loes Markerink
Loes Markerink, née le 14 décembre 1985 à Delfzijl, est une coureuse cycliste néerlandaise. Championne du monde sur route juniors en 2003, elle a été professionnelle de 2004 à 2010.

## Palmarès
- 2001
  -  Championne des Pays-Bas sur route débutants
  - 3e du championnat des Pays-Bas du contre-la-montre débutants
- 2002
  - 3e du championnat des Pays-Bas du contre-la-montre juniors
- 2003
  -  Championne du monde sur route juniors
  -  Championne des Pays-Bas du contre-la-montre juniors
  -  Médaillée d'argent du championnat du monde du contre-la-montre juniors
- 2004
  - 3e du championnat des Pays-Bas sur route
  - 3e du championnat des Pays-Bas du contre-la-montre
- 2005
  - 4e étape du Tour de Bretagne
- 2006
  - Tour de Drenthe :
    - Classement général
    - 2e étape

  - 1re étape du  Tour de Toscane féminin-Mémorial Michela Fanini (contre-la-montre par équipes)
- 2007
  - 5e étape de Gracia Orlova
  - 2e de Grand Prix Gerrie Knetemann
  - 3e du Tour de Gueldre
  - 7e du championnat d'Europe sur route espoirs
- 2008
  - Grand Prix de la ville de Roulers
  - 7-Dorpenomloop van Aalburg
  - 5e étape du Holland Ladies Tour
  - 2ea étape de la Grande Boucle Féminine Internationale
  -  Médaillée de bronze du championnat du monde du contre-la-montre universitaire
  - 3e du Tour de Bochum